# Wiske Vandercammen
Wiske Vandercammen (Halle, 1953) is een kok en auteur van kookboeken. Tot 2014 was ze lid van het culinaire expertenteam van winkelketen Colruyt. In Halle werd ze tot Vrouw van het Jaar uitgeroepen.
Vandercammen startte in 1974 haar carrière bij winkelketen Colruyt. Vanaf eind jaren 80 schreef ze recepten die klanten in de winkel konden afscheuren. Die recepten vormden de basis voor het kookboek Smakelijk! dat in 1999 door Vandercammen en Colruyt werd uitgegeven. Naast de kookboekenreeksen Smakelijk! en Lekker Koken, bracht ze nog 16 thematische kookboeken uit. Later startte Vandercammen met videorecepten.